# Joseph von Henikstein

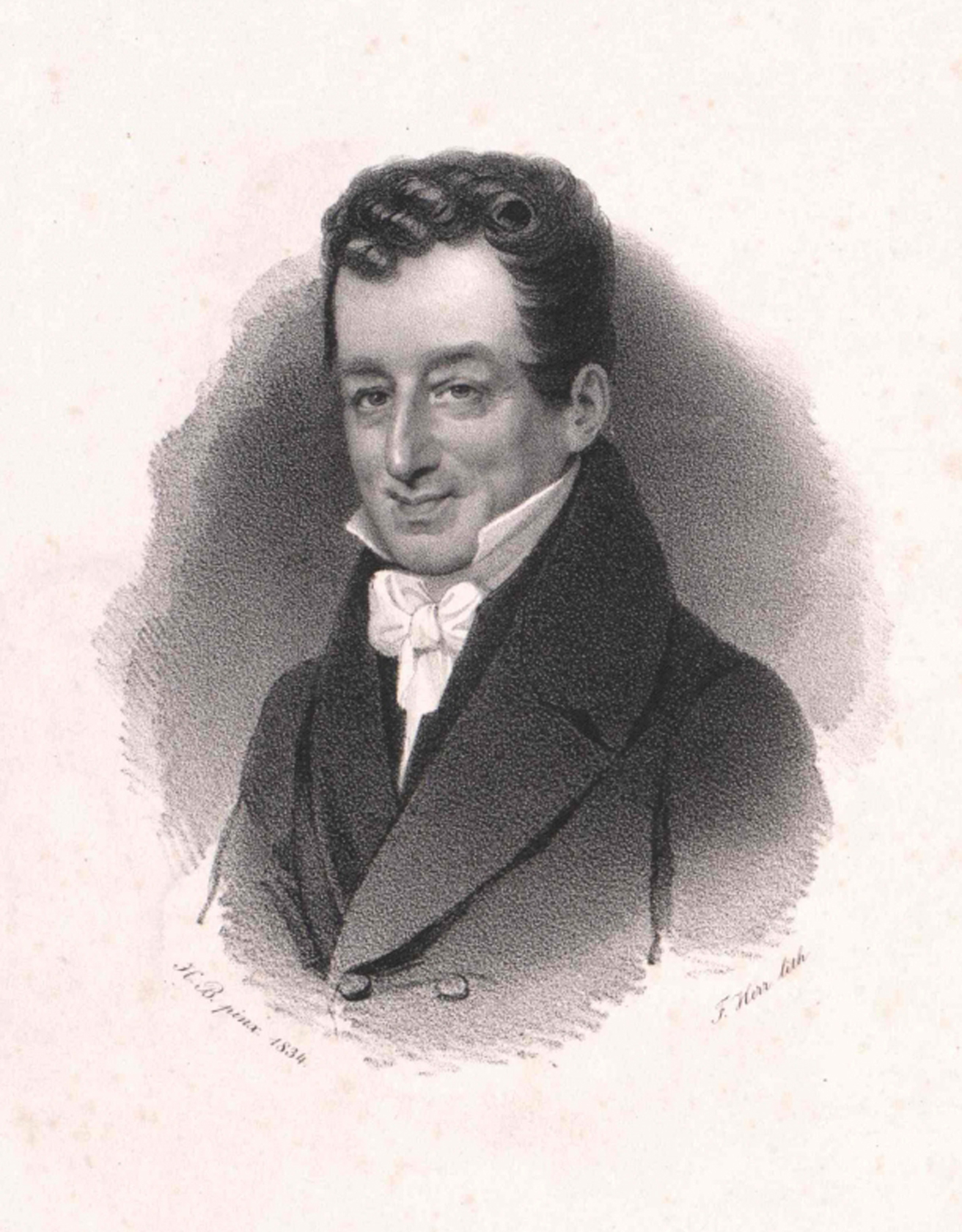
Joseph von Henikstein

Joseph Ritter von Henikstein (* 1768 in Leimen; † 29. April 1838 in Wien) war ein österreichischer Kaufmann und Bankier. Er war Kunstmäzen und ein Freund Wolfgang Amadeus Mozarts.

## Herkunft
Sein Vater, der Wiener Großhändler Adam Albert Hönig (1745–1811), war nach seinem Übertritt vom Judentum zum Katholizismus 1784 als „Hönig Edler von Henikstein“ geadelt worden. Seine Mutter Caroline (1748–1823) war eine Schwester des deutschen Hoffaktors Aron Elias Seligmann.

## Karriere
Joseph Hönig Edler von Henikstein wurde 1807 unter Weglassung des ursprünglichen Familiennamens „Hönig“ in den erblichen Ritterstand erhoben. Er war k.k. privilegierter Großhändler und Inhaber des Großhandlungshauses Henikstein und Comp., sowie einer der ersten Direktoren der 1818 gegründeten Österreichischen Nationalbank. In seinen beiden Wohnhäusern in der Wiener Innenstadt und auf seinem Landsitz in Oberdöbling gab es häufig Hauskonzerte, wo prominente Musiker gemeinsam mit Familienmitgliedern musizierten.

## Ehe und Nachkommen
Joseph Ritter von Henikstein war mit Elisabeth von Sonnenstein (1770–1823) verheiratet, mit der er mehrere Kinder hatte:
- Die Tochter Caroline (1797–1844) heiratete Joseph Freiherr Hammer von Purgstall, den bekannten Diplomaten und Übersetzer orientalischer Literatur.
- Die Tochter Henriette (1801–1843) war eine bekannte Malerin von Miniaturbildnissen und Schülerin von Moritz Daffinger[5], sie war mit dem Industriellen Karl Wilhelm Brevillier verheiratet.
- Der Sohn Friedrich (* 1799) schlug eine militärische Laufbahn ein und brachte es bis zum Oberst.
- Der Sohn Wilhelm (* 1800) wurde 1838 Chef des Großhandlungshauses Henikstein und Comp.
- Der jüngste Sohn, Alfred (1810–1882), schlug ebenfalls eine militärische Laufbahn ein und wurde schließlich Feldmarschallleutnant.

Mit Diplom Kaiser Franz Josephs vom 25. Mai 1859 wurden die drei Söhne des Joseph Ritter von Henikstein in den erblichen Freiherrnstand erhoben.